# Isla de San Andrés (ö i Colombia)
Isla de San Andrés är en ö i Colombia.   Den ligger i departementet San Andrés och Providencia, i den nordvästra delen av landet, 1 200 km nordväst om huvudstaden Bogotá. Arean är 26,0 kvadratkilometer.
Terrängen på Isla de San Andrés är platt. Öns högsta punkt är 95 meter över havet. Den sträcker sig 12,9 kilometer i nord-sydlig riktning, och 5,3 kilometer i öst-västlig riktning.
Följande samhällen finns på Isla de San Andrés:
- San Andrés